# DRC-5593
DRC-5593（化学名：N-乙酰-4-环己甲基环己胺）是一种含氮有机化合物，分子式C
15H
27NO，可用作防暴催淚彈。